# José López Maeso
Pour les articles homonymes, voir José López et López.
José López Maeso, né le 24 décembre 1956 à Puertollano, est un ancien joueur de tennis professionnel espagnol.

## Carrière
Il a atteint les demi-finales de Roland-Garros en double en 1987 avec Alberto Tous où ils s'inclinent face aux futurs vainqueurs Anders Järryd et Robert Seguso en 5 sets.
En simple, il a atteint plusieurs demi-finales dont celle du tournoi de Paris en 1980 après avoir battu Yannick Noah au second tour.
Il a joué avec l'équipe d'Espagne de Coupe Davis en 1981 et 1982 et notamment au premier tour du groupe mondial en 1982 face à la Nouvelle-Zélande où il perd le premier match en simple et remporte son second.